# 腦波樂器

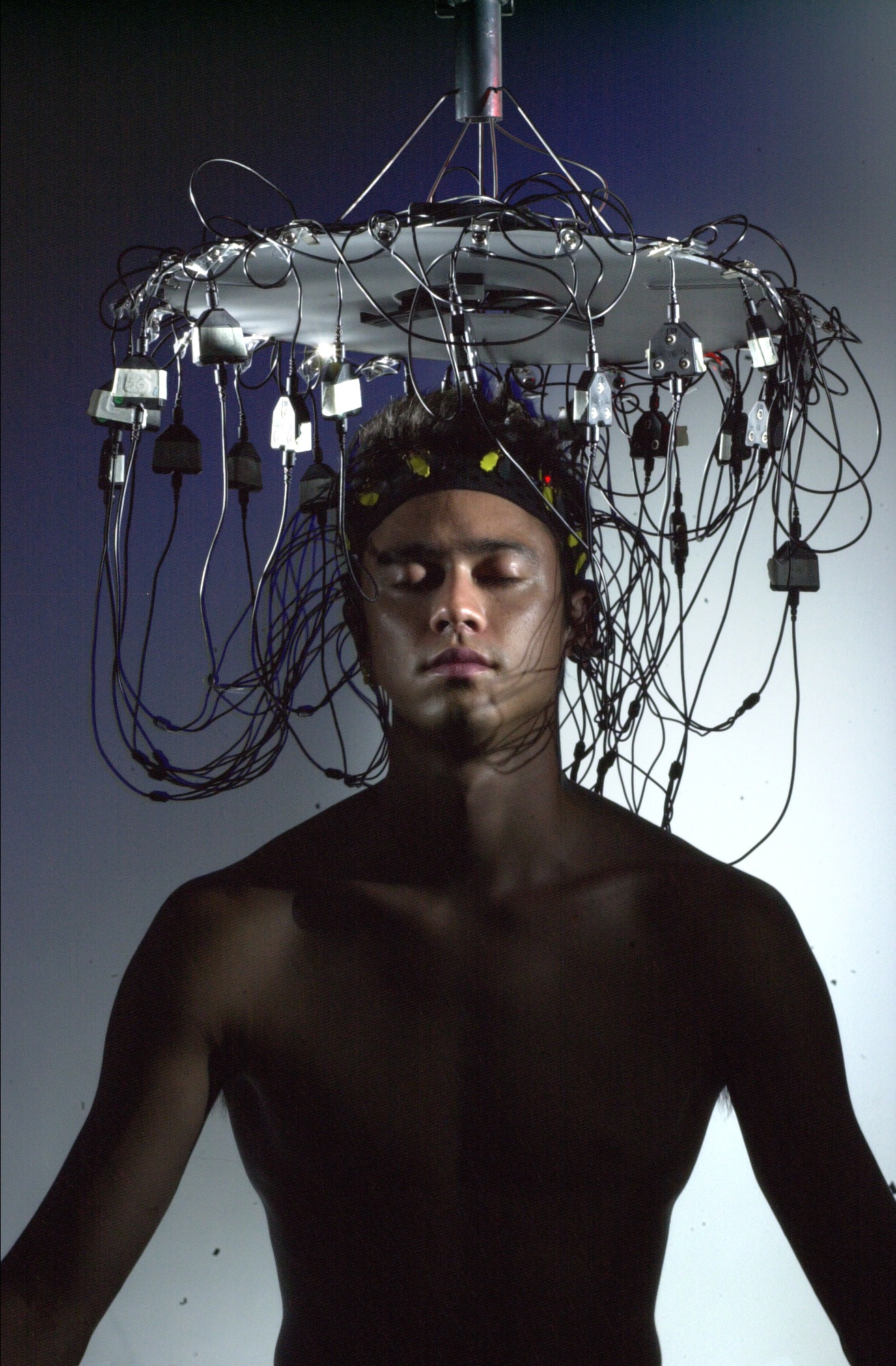
透過與顱內電極連接的再生電路產生腦電波音樂

腦波樂器（英語：encephalophone）或腦電波樂器（英語：electroencephalophone）是一種透過腦電波（測量原理同腦電圖）產生或調控音樂的實驗性樂器，其也可作為診斷工具使用。
腦波樂器於1940年代初由萊因霍爾德·富斯博士以及E.A.貝弗斯博士一同於愛丁堡大學發明。腦波樂器結合了腦電圖及聲納技術，原是設計給醫師做精神病理學診斷之用。

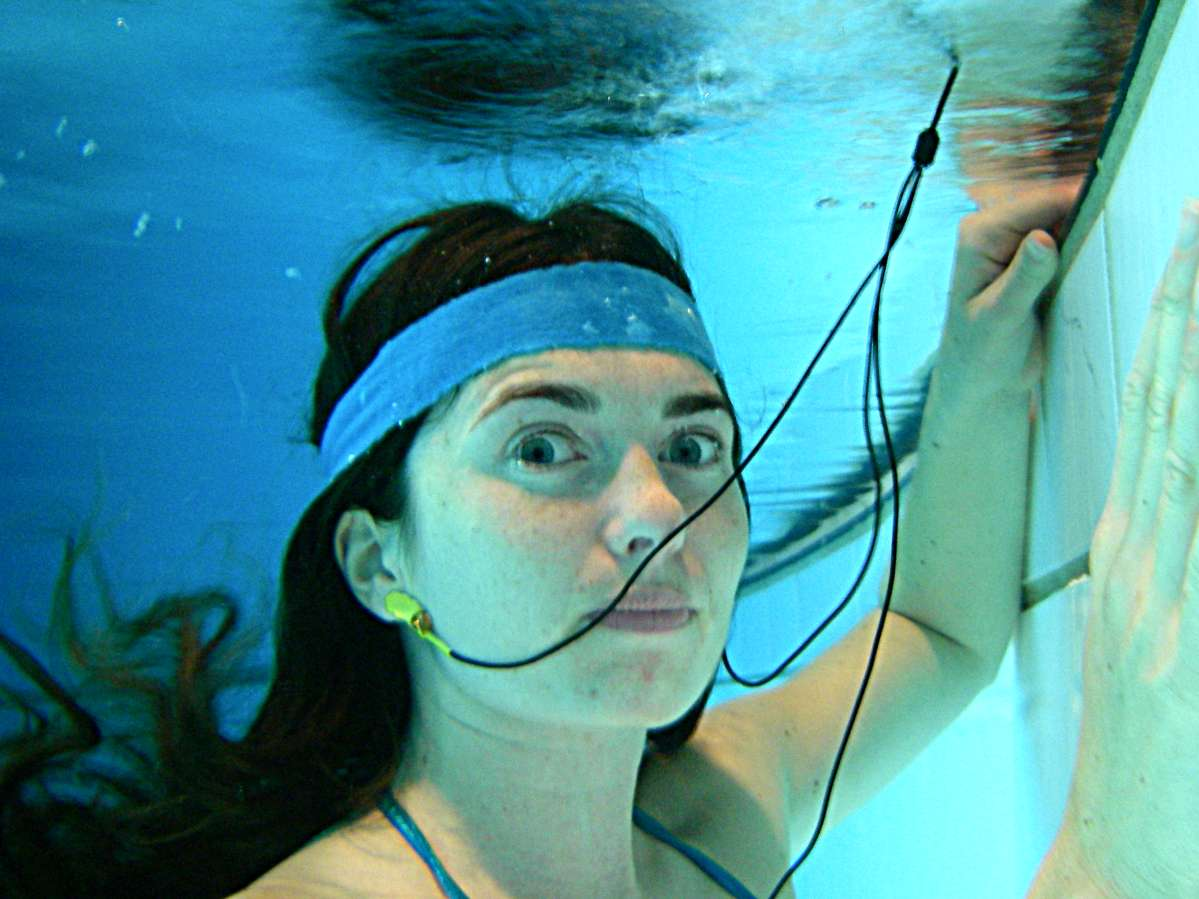
在2007年的ICMC中於水下展示的第五類樂器